# Pentamerismus coronatus
Pentamerismus coronatus är en spindeldjursart som först beskrevs av Giovanni Canestrini och Fanzago 1876.  Pentamerismus coronatus ingår i släktet Pentamerismus och familjen Tenuipalpidae. Inga underarter finns listade i Catalogue of Life.